# Andasibe (Moramanga)
Andasibe è un comune rurale (kaominina) del Madagascar situato nella parte sud-orientale della regione di Alaotra Mangoro (provincia di Toamasina), con una popolazione stimata di 12.000 abitanti.